# Onthophagus batesi
Onthophagus batesi es una especie de insecto del género Onthophagus de la familia Scarabaeidae del orden Coleoptera.
 Fue descrita en 1963 por Howden & Cartwright.
Mide 6 a 8 mm de largo y 4 a 5 mm de ancho. Se encuentra en estiércol de vaca, caballo y otros, también en carroña, pero prefiere estiércol. Se encuentra desde el sur de Texas hasta Panamá.